# 固定型故障
固定型故障（stuck-at fault）也稱為黏著性故障，是信號或是針腳固定在邏輯的高電位、低電位，或是高阻态的故障模型，故障模擬器或是ATPG會用這故障來模擬集成电路中的製程瑕疵。在測試時，會將信號維持在高電位一段時間，確定此信號不會固定在低電位，也會將信號維持在低電位一段時間，確定此信號不會固定在高電位。
固定型故障只能用來分析部份的故障，針對靜態冒險（即分支信號）的補償信號會讓此信號無法用固定型故障模型進行測試，而冗餘型電路也無法用此模型進行測試，因為依照設計，若只有單一故障，不會因此影響輸出信號。